# Liste der Monuments historiques in Quédillac
Die Liste der Monuments historiques in Quédillac führt die Monuments historiques in der französischen Gemeinde Quédillac auf.

## Liste der Objekte
| Bezeichnung                    | Beschreibung            | Standort                       | Kennzeichnung | Schutzstatus | Datum | Bild           |
| ------------------------------ | ----------------------- | ------------------------------ | ------------- | ------------ | ----- | -------------- |
| Taufbecken                     | Granit, 1520            | in der Kirche St-Pierre (Lage) | PM35000399    | Classé       | 1919  | weitere Bilder |
| Grabplatte im Boden integriert | Granit, 15. Jahrhundert | in der Kirche St-Pierre (Lage) | PM35000398    | Classé       | 1919  |                |